# Граф Бредалбейн и Холланд

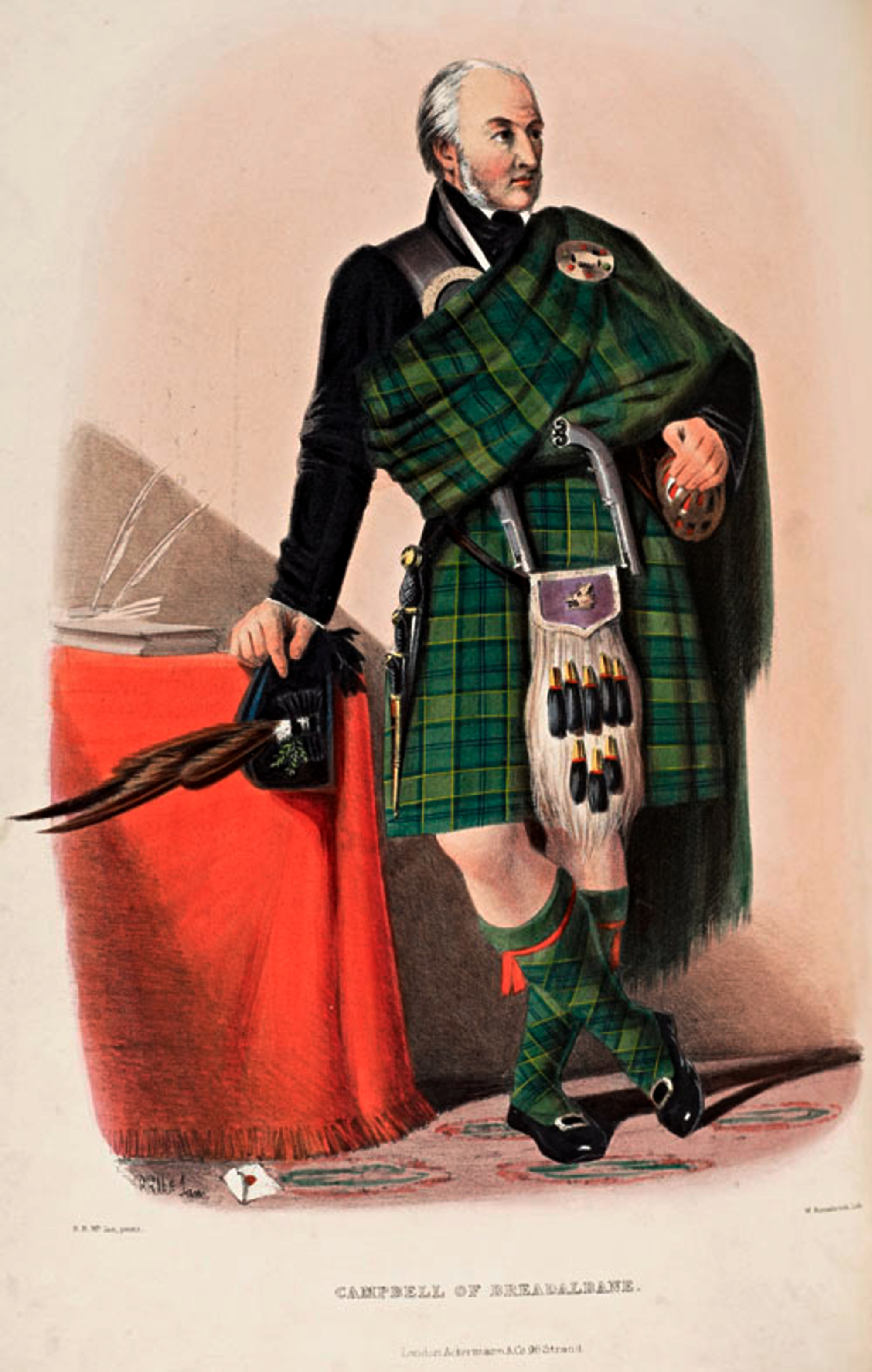
Кэмпбелл из Бредалбейна.

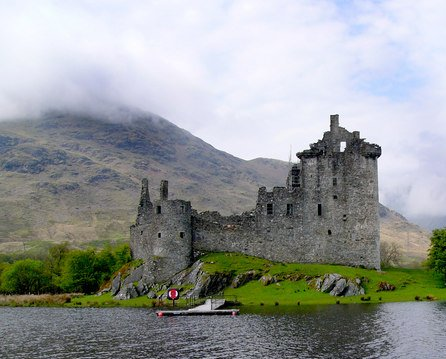
Замок Килхурн, резиденция графов Бредалбейн и Холланд

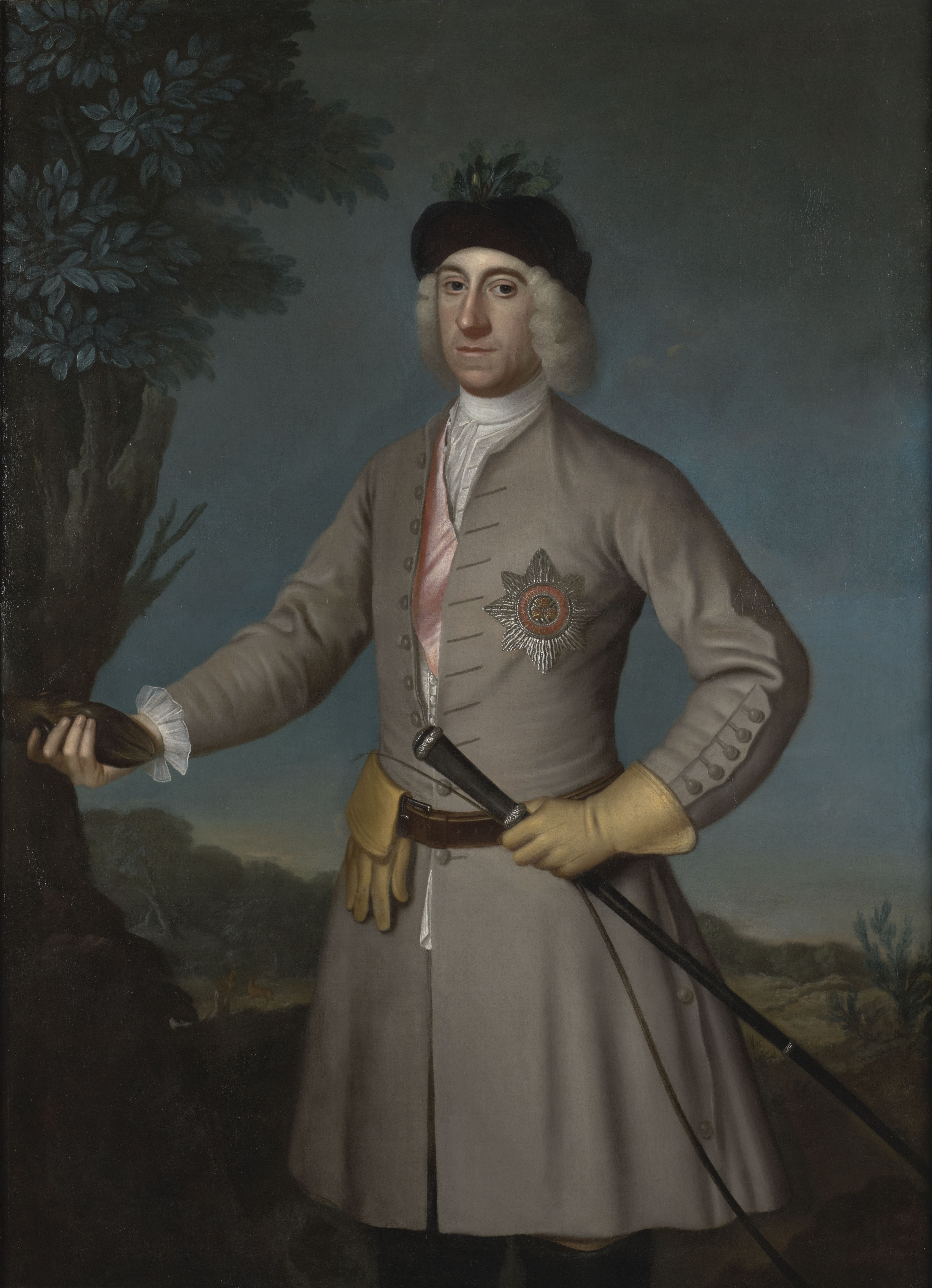
Джон Кэмпбелл, 3-й граф Бредалбейн и Холланд (1696—1782)

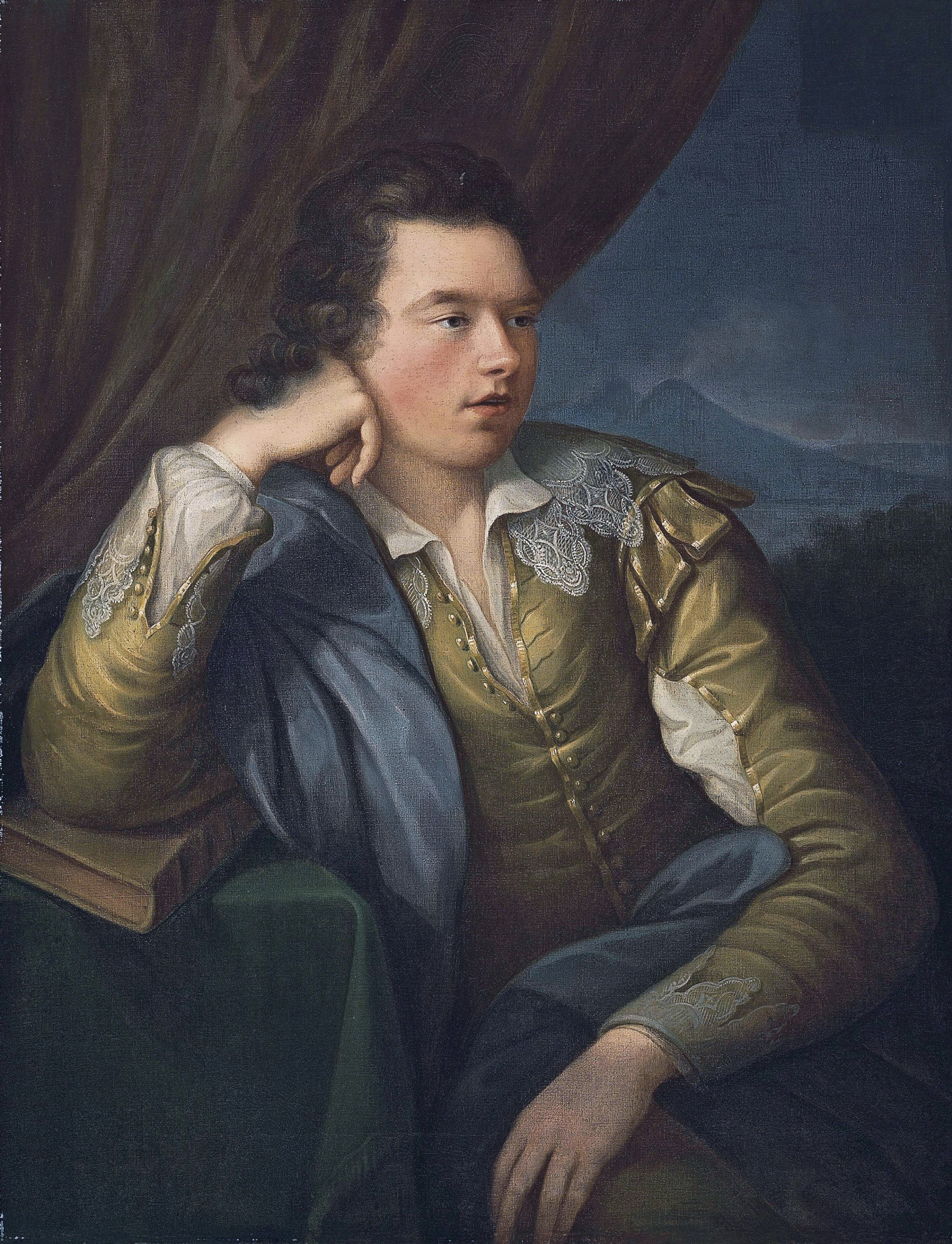
Джон Кэмпбелл, 4-й граф Бредалбейн и Холланд, 1-й маркиз Бредалбейн (1762—1834)

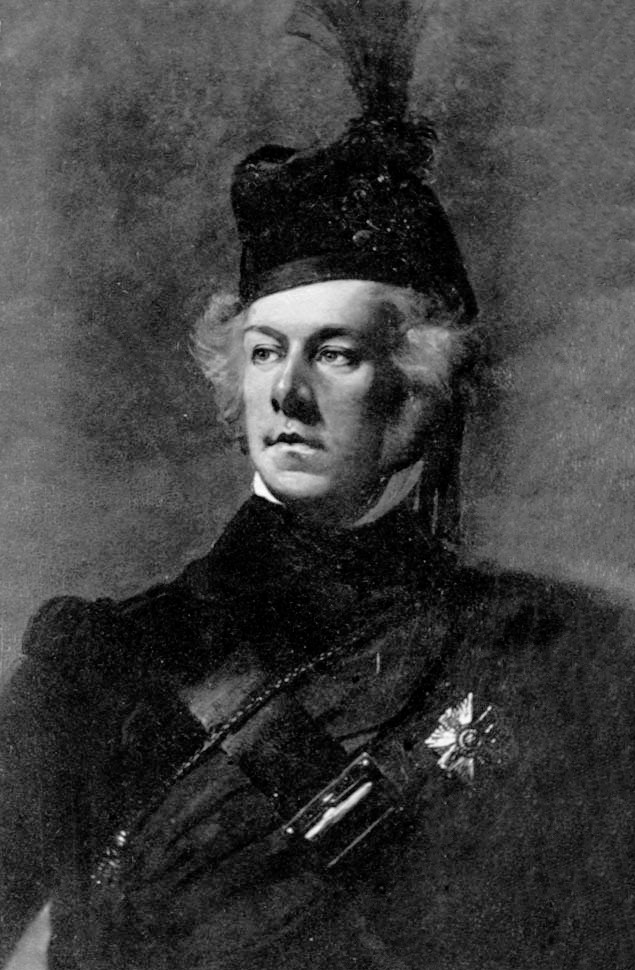
Джон Кэмпбелл, 2-й маркиз Бредалбейн (1796—1862)

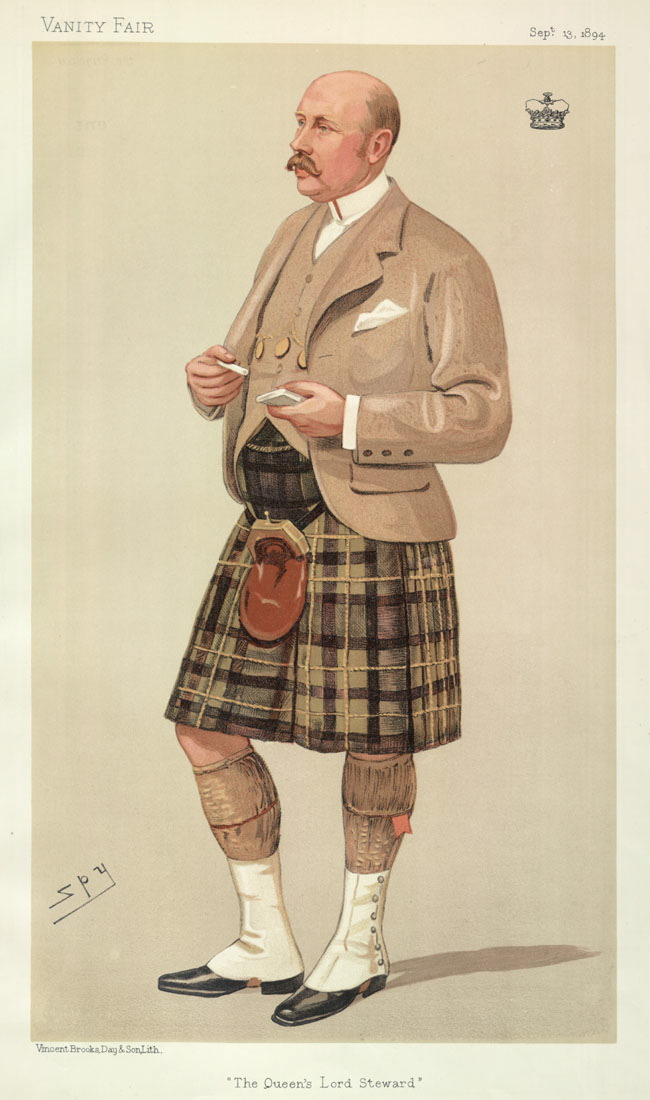
Гэвин Кэмпбелл, 7-й граф Бредалбейн и Холланд, 1-й маркиз Бредалбейн (1851—1922)

Граф Бредалбейн и Холланд (англ. Earl of Breadalbane and Holland) — угасший аристократический титул в системе Пэрства Шотландии. Он был создан 13 августа 1681 года для сэра Джона Кэмпбелла, 5-го баронета из Гленорхи (1636—1717), который ранее был лишен титула графа Кейтнесса.

## История
Джон Кэмпбелл, как основной кредитор, «приобрел» имущество Джорджа Синклера, 6-го графа Кейтнесса (1643—1672), который скончался в долгах. Джон Кэмпбелл получил в 1673 году титул графа Кейтнесса, но после долгих споров и даже кровопролитий, Джордж Синклер из Кейса (ум. 1698), второй сын Джорджа, 5-го графа Кейтнесса (ум. 1643), восстановил свою власть над родовыми поместьями и подал петицию в парламент, чтобы отобрать у Джона Кэмпбелла титул графа Кейтнесс. В 1681 году Джордж Синклер был окончательно восстановлен в титуле графа Кейтнесса. Лишенный парламентом графства Кейтнесс, сэр Джон Кэмпбелл получил взамен титулы лорда Гленорхи, Бенедералоха, Ормели и Вейка, виконта Тея и Пейнтленда, графа Бредалбейна и Холланда 13 августа 1681 года. Титул графа «Холланд» происходит от того, что сам Джон Кэмпбелл был женат на леди Мэри Рич (1636—1666), младшей дочери Генри Рича, 1-го графа Холланда (1590—1649).
Член младшей линии клана Кэмпбелл, Джон Кэмпбелл, граф Бредалбейн и Холланд, был потомком сэра Колина Кэмпбелла, 1-го из Гленорхи (ум. 1475), сына Дункана Кэмпбелла, 1-го лорда Кэмпбелла (ум. 1453), от второго брака с Маргарет Стюарт, и сводным братом Арчибальда Кэмпбелла, мастера Кэмпбелла, предка герцогов Аргайл. Колин Кэмпбелл получил во владение от своего отца Гленорхи и другие земли, где построил замком Килхурн на озере Лох-О в Аргайле. Шотландский король Яков III Стюарт пожаловал его в рыцари и даровал ему земли вокруг озера Лох-Тей в благодарность за борьбу с местными графами, которые убили короля Якова I. Земли вокруг озера Лох-Тей стали центром владений графов Бредалбейн.
Его сын, сэр Дункан Кэмпбелл из Гленорхи, был одним из многих шотландских дворян, погибших в битве при Флоддене в 1513 году. Правнук сэра Дункана и тезка Дункан Кэмпбелл (1550—1631), известный как «Черный Дункан», представлял Аргайлшир в шотландском парламенте. Он был посвящён в рыцари в 1590 году и получил титул баронета из Гленорхи в графстве Пертшир в 1625 году. Его старший сын, сэр Колин Кэмпбелл, 2-й баронет (1577—1640), умер бездетным, ему наследовал его младший брат, сэр Роберт Кэмпбелл, 3-й баронет (ок. 1580 — ок. 1650). Он представлял Аргайлшир в шотландском парламенте. Его сменил его сын, сэр Джон Кэмпбелл, 4-й баронет (ок. 1615 — ок. 1670). Он также представлял Аргайлшир в парламенте. Ему наследовал его сын от первого брака, вышеупомянутый сэр Джон Кэмпбелл, 5-й баронет (1636—1717), который в 1681 году получил титул графа Бредалбейна и Холланда.
Старший сын графа Бредалбейна и Холланда, Дункан Кэмпбелл (1660—1727), носивший титул лорда Ормели, был исключен из линии наследования из-за его «недееспособности» и скончался бездетным в 1727 году. Наследником отца стал его младший сын, Джон Кэмпбелл (1662—1752), и он, следовательно, унаследовал графский титул после смерти отца в 1717 года. Он занимал пост лорда-лейтенанта Пертшира (1725—1752) и заседал в Палате лордов в качестве шотландского пэра-представителя с 1736 по 1747 год. Его сменил его сын, Джон Кэмпбелл, 3-й граф Бредалбейн и Холланд (1696—1782). Он был крупным государственным политиком и дипломатом. Заседал в Палате общин Великобритании от Солтэша (1727—1741) и Орфорда (1741—1746), был хранителем тайной печати Шотландии (1765—1766) и мастером ювелирного офиса (1745—1756). Первой супругой 3-го графа Бредалбейна и Холланда стала леди Амабель Грей (ум. 1726), дочь Генри Грея, 1-го герцога Кентского. Их дочь, леди Джемайма Кэмпбелл (1723—1797), в 1740 году унаследовала титул 2-й маркизы Грей и 4-й баронессы Лукас. В том же году Джемайма стала женой Филиппа Йорка, 2-го графа Хардивика (1720—1790). Внуком Джемаймы был Фредерик джон Робинсон, 1-й виконт Годрич (1782—1859), премьер-министр Великобритании в 1827—1828 годах. 3-й граф Бредалбейн и Холланд пережил своего единственного сына от первого брака, а также двух сыновей от второго брака с Арабеллой Першалл. После его смерти в 1782 году мужская линия потомков 1-го графа прервалась.
Покойному графу наследовал его родственник, Джон Кэмпбелл (1762—1834), ставший 4-м графом Бредалбейном и Холландом. Он был правнуком Колина Кэмпбелла из Мочастера (1616—1668), младшего сына сэра Роберта Кэмпбелла, 3-го баронета, и дяди первого графа. Он носил чин генерал-лейтенанта британской армии и заседал в Палате лордов в качестве шотландского пэра-представителя (1784—1806). В 1806 году для него были созданы титулы барона Бредалбейна из замка Таймаут в графстве Перт (Пэрство Соединённого королевства), что дало ему право на автоматическое место в Палате лордов. В 1831 году для него были созданы титулы графа Ормели и маркиза Бредалбейна в системе Пэрства Соединённого королевства. Ему наследовал его единственный сын, Джон Кэмпбелл, 2-й маркиз Бредалбейн (1796—1862). Он был либеральным политиком, заседал в Палате общин Великобритании от Окхемптона (1820—1826) и Пертшира (1832—1834), занимал должность лорда-камергера (1848—1852, 1853—1858), а также служил лордом-лейтенантом Аргайлшира (1839—1862). После смерти в 1862 году бездетного 2-го маркиза титулы барона Бредалбейна, графа Ормели и маркиза Бредалбейна прервались.
Шотландские титулы унаследовал его родственник, Джон Кэмпбелл, 6-й граф Бредалбейн и Холланд (1824—1871). Он был внуком Джеймса Кэмпбелла, правнука Уильяма Кэмпбелла из Гленфаллоха (ум. 1648), брата вышеупомянутого Колина Кэмпбелла из Мочастера. После его смерти титулы перешли к его старшему сыну, Гэвину Кэмпбеллу, 7-му графу Бредалбейну и Холланду (1851—1922). Он был либеральным политиком, занимал должности лорда в ожидании (1873—1874), казначея Хаусхолда (1880—1885), лорда-стюарда Хаусхолда (1892—1895), хранителя тайной печати Шотландии (1907—1922) и лорда-лейтенанта Аргайлшира (1914—1922). В 1873 году для него был создан титул барона Бредалбейна из Кенмура в графстве Перт (Пэрство Соединённого королевства). Этот титул давал ему право на автоматическое место в Палате лордов. В 1885 году для него были созданы титулы графа Ормели в графстве Кейтнесс и маркиза Бредалбейна в системе Пэрства Соединённого королевства. Он скончался бездетным, и эти титулы, следовательно, прервались после его смерти в 1922 году. Шотландские титулы наследовал его племянник, Иэйн Эдвард Герберт Кэмпбелл, 8-й граф Бредалбейн и Холланд (1885—1923). Он был сыном капитана достопочтенного Иэйна Кэмпбелла, второго сына 6-го графа Бредалбейна и Холланда. 8-й граф скончался в раннем возрасте в 1923 году, через год после смерти его дяди. Его сменил его родственник, Чарльз Уильям Кэмпбелл, 9-й граф Бредалбейн и Холланд (1889—1959). Он был сыном генерал-майора Чарльза Уильяма Кэмпбелла из Борланда, внука Джона Кэмпбелла из Борланда, младшего брата вышеупомянутого Джеймса Кэмпбелла, деда 6-го графа. 9-й граф Бредалбейн и Холланд заседал в Палате лордов Великобритании в качестве шотландского пэра-представителя с 1924 по 1959 год. Ему наследовал его единственный сын, Джон Ромер Борланд Кэмпбелл, 10-й граф Бредалбейн и Холланд (1919—1995). Служил в 3-м батальоне шотландского королевского полка «Черные часы» и получил тяжелое ранение во Второй мировой войне. Он скончался бездетным в 1995 году, после чего его титулы прервались.
Венгр Хуба Кэмпбелл (род. 1945), дальний потомок Роберта Кэмпбелла, 3-го баронета (1580—1647), подал прошение Лорду Льву о признании его прав на титулы графа Бредалбейна и Холланда вместе с другими вспомогательными титулами как потомок Джорджа Кэмпбелла, брата Джорджа Эндрю Кэмпбелла (1791—1852), брата Чарльза Уильяма Кэмпбелла из Борланда, деда 9-го графа. На вакантный графский титул также претендует британский аристократ, сэр Лахлан Кэмпбелл, 6-й баронет (род. 1958). Он является потомком генерал-майора, сэра Гая Кэмпбелла, 1-го баронета (1786—1849), внука Джона Кэмпбелла, сына достопочтенного Колина Кэмпбелла, сына 1-го графа от второго брака с леди Мэри Кэмпбелл. Однако сэр Лахлан Кэмпбелл, вероятно, не сможет добиться успеха, потому что его предок Джон Кэмпбелл был незаконнорожденным.
Главной резиденцией графов Бредалбейн и Холланд в начале 19 века был огромный замок Таймаут в Шотландии, который был продан 9-м графом вскоре после окончания Первой мировой войны.

## Баронеты Кэмпбелл из Гленорхи (1625)
- Сэр Дункан Кэмпбелл, 1-й баронет (ок. 1550 — 23 июня 1631), сын сэра Колина Кэмпбелла из Гленорхи (ум. 1583) и Кэтрин Ратвен
- Сэр Колин Кэмпбелл, 2-й баронет (до 1575 — 6 сентября 1640), сын предыдущего от первого брака с леди Джейн Стюарт
- Сэр Роберт Кэмпбелл, 3-й баронет (1575 — 17 ноября 1657), младший брат предыдущего
- Сэр Джон Кэмпбелл, 4-й баронет (ок. 1615 — ок. 1670), сын предыдущего и Изабель Макинтош
- Сэр Джон Кэмпбелл, 5-й баронет (1635 — 19 марта 1717), сын предыдущего и леди Мэри Грэм. Граф Бредалбейн и Холланд с 1681 года.

## Графы Бредалбейн и Холланд (1681)
- Джон Кэмпбелл, 1-й граф (1635 — 19 марта 1717), сын сэра Джона Кэмпбелла, 4-го баронета из Гленорхи, и леди Мэри Грэм (ум. 1653)
  - Дункан Кэмпбелл, лорд Ормели (ок. 1660 — 5 января 1727), старший сын предыдущего и леди Мэри Рич (ум. 1666)
- Джон Кэмпбелл, 2-й граф Бредалбейн и Холланд (19 ноября 1662 — 23 февраля 1752), младший брат предыдущего
- Джон Кэмпбелл, 3-й граф Бредалбейн и Холланд (10 марта 1692 — 26 января 1782), единственный сын предыдущего и Генриетты Вильерс
  - Достопочтенный Генри Кэмпбелл (ок. 1721 — 12 мая 1726), единственный сын предыдущего от первого брак с леди Амебель Грей (1698—1726/1727)
  - Достопочтенный Джордж Кэмпбелл (ок. 1732 — 24 марта 1744), старший сын 3-го графа от второго брака с Арабеллой Першалль (ок. 1703 — 1762)
  - Джон Кэмпбелл, лорд Гленорхи (20 сентября 1738 — 14 ноября 1771), младший брат предыдущего
- Генерал-лейтенант Джон Кэмпбелл, 4-й граф Бредалбейн и Холланд (30 марта 1762 — 29 марта 1834), старший сын сэра Колина Кэмпбелла из Carwhin (1704—1772), внук Роберта Кэмпбелла из Борланда (1660—1704/1705), правнук Колина Кэмпбелла из Мочастера (1616—1668), сына Роберта Кэмпбелла, 3-го баронета из Гленорхи. Маркиз Бредалбейн с 1831 года.

## Маркизы Бредалбейн, первая креация (1831)
- Джон Кэмпбелл, 1-й маркиз Бредалбейн (30 марта 1762 — 29 марта 1834), старший сын сэра Колина Кэмпбелла из Carwhin (1704—1772), внук Роберта Кэмпбелла из Борланда (1660—1704/1705), правнук Колина Кэмпбелла из Мочастера (1616—1668), сына Роберта Кэмпбелла, 3-го баронета из Гленорхи
- Джон Кэмпбелл, 2-й маркиз Бредалбейн (26 октября 1796 — 8 ноября 1862), единственный сын предыдущего.

## Графы Бредалбейн и Холланд (креация 1681 года)
- Джон Александр Гэвин Кэмпбелл, 6-й граф Бредалбейн и Холланд (30 марта 1824 — 20 марта 1871), единственный сын Уильяма Джона Лэмба Кэмпбелла (1788—1850), внук Джеймса Кэмпбелла (1754—1806), правнук Уильяма Кэмпбелла из Гленфаллоха (1715—1791), потомка Уильяма Кэмпбелла из Гленфаллоха (ок. 1621—1648), одного из сыновей Роберта Кэмпбелла, 3-го баронета из Гленорхи
- Гэвин Кэмпбелл, 7-й граф Бредалбейн и Холланд (9 апреля 1851 — 19 октября 1922), старший сын предыдущего. Маркиз Бредалбейн с 1885 года.

## Маркизы Бредалбейн, вторая креация (1885)
- Гэвин Кэмпбелл, 1-й маркиз Бредалбейн (9 апреля 1851 — 19 октября 1922), старший сын Джона Александра Гэвина Кэмпбелла, 6-го графа Бредалбейна и Холланда.

## Графы Бредлбейн и Холланд (креация 1681 года)
- Иэйн Эдвард Герберт Кэмпбелл, 8-й граф Бредалбейн и Холланд (19 июня 1885 — 10 мая 1923), племянник предыдущего, единственный сын капитана достопочтенного Иэйна Кэмпбелла (1859—1917)
- Подполковник Чарльз Уильям Кэмпбелл, 9-й граф Бредалбейн и Холланд (11 июня 1889 — 5 мая 1959), единственный сын генерал-майора Чарльза Уильяма Кэмпбелла из Борланда (1836—1894), внук Чарльза Уильяма Кэмпбелла из Борланда (1789—1861), правнук Джона Кэмпбелла из Борланда (1763—1823), сына Уильяма Кэмпбелла из Генфаллоха (1715—1791) и потомка Роберта Кэмпбелла, 3-го баронета из Гленорхи
- Джон Ромер Бореланд Кэмпбелл, 10-й граф Бредалбейн и Холланд (28 апреля 1919 — 15 декабря 1995), единственный сын предыдущего.

## Генеалогичекое древо
|  |  | Сэр Роберт Кэмпбелл, 3-й баронет (1580–1647)             |                                                          |                                                          |                                                          |                                                          |                                                          |  |  |  |  |                                                          |                                                          |                                                          |                                                          |                                                          |                                                          |  |  |  |  |                             |                             |                             |                             |                             |                             |  |  |  |  |                                                            |                                                            |                                                            |                                                            |                                                            |                                                            |  |  |  |  |                             |                             |                             |                             |                             |                             |  |  |  |  |  |  |  |  |  |  |  |  |  |  |  |  |  |  |  |  |  |  |
|  |  |                                                          |                                                          |                                                          |                                                          |                                                          |                                                          |  |  |  |  |                                                          |                                                          |                                                          |                                                          |                                                          |                                                          |  |  |  |  |                             |                             |                             |                             |                             |                             |  |  |  |  |                                                            |                                                            |                                                            |                                                            |                                                            |                                                            |  |  |  |  |                             |                             |                             |                             |                             |                             |  |  |  |  |  |  |  |  |  |  |  |  |  |  |  |  |  |  |  |  |  |  |
|  |  |                                                          |                                                          |                                                          |                                                          |                                                          |                                                          |  |  |  |  |                                                          |                                                          |                                                          |                                                          |                                                          |                                                          |  |  |  |  |                             |                             |                             |                             |                             |                             |  |  |  |  |                                                            |                                                            |                                                            |                                                            |                                                            |                                                            |  |  |  |  |                             |                             |                             |                             |                             |                             |  |  |  |  |  |  |  |  |  |  |  |  |  |  |  |  |  |  |  |  |  |  |
|  |  | Сэр Джон Кэмпбелл, 4-й баронет (1615–1677)               | Сэр Джон Кэмпбелл, 4-й баронет (1615–1677)               | Сэр Джон Кэмпбелл, 4-й баронет (1615–1677)               | Сэр Джон Кэмпбелл, 4-й баронет (1615–1677)               | Сэр Джон Кэмпбелл, 4-й баронет (1615–1677)               | Сэр Джон Кэмпбелл, 4-й баронет (1615–1677)               |  |  |  |  | Колин Кэмпбелл (1616–1668)                               | Колин Кэмпбелл (1616–1668)                               | Колин Кэмпбелл (1616–1668)                               | Колин Кэмпбелл (1616–1668)                               | Колин Кэмпбелл (1616–1668)                               | Колин Кэмпбелл (1616–1668)                               |  |  |  |  | Уильям Кэмпбелл ум. 1648    | Уильям Кэмпбелл ум. 1648    | Уильям Кэмпбелл ум. 1648    | Уильям Кэмпбелл ум. 1648    | Уильям Кэмпбелл ум. 1648    | Уильям Кэмпбелл ум. 1648    |  |  |  |  |                                                            |                                                            |                                                            |                                                            |                                                            |                                                            |  |  |  |  |                             |                             |                             |                             |                             |                             |  |  |  |  |  |  |  |  |  |  |  |  |  |  |  |  |  |  |  |  |  |  |
|  |  | Сэр Джон Кэмпбелл, 4-й баронет (1615–1677)               | Сэр Джон Кэмпбелл, 4-й баронет (1615–1677)               | Сэр Джон Кэмпбелл, 4-й баронет (1615–1677)               | Сэр Джон Кэмпбелл, 4-й баронет (1615–1677)               | Сэр Джон Кэмпбелл, 4-й баронет (1615–1677)               | Сэр Джон Кэмпбелл, 4-й баронет (1615–1677)               |  |  |  |  | Колин Кэмпбелл (1616–1668)                               | Колин Кэмпбелл (1616–1668)                               | Колин Кэмпбелл (1616–1668)                               | Колин Кэмпбелл (1616–1668)                               | Колин Кэмпбелл (1616–1668)                               | Колин Кэмпбелл (1616–1668)                               |  |  |  |  | Уильям Кэмпбелл ум. 1648    | Уильям Кэмпбелл ум. 1648    | Уильям Кэмпбелл ум. 1648    | Уильям Кэмпбелл ум. 1648    | Уильям Кэмпбелл ум. 1648    | Уильям Кэмпбелл ум. 1648    |  |  |  |  |                                                            |                                                            |                                                            |                                                            |                                                            |                                                            |  |  |  |  |                             |                             |                             |                             |                             |                             |  |  |  |  |  |  |  |  |  |  |  |  |  |  |  |  |  |  |  |  |  |  |
|  |  | Джон Кэмпбелл, 1-й граф Бредалбейн и Холланд (1636–1717) | Джон Кэмпбелл, 1-й граф Бредалбейн и Холланд (1636–1717) | Джон Кэмпбелл, 1-й граф Бредалбейн и Холланд (1636–1717) | Джон Кэмпбелл, 1-й граф Бредалбейн и Холланд (1636–1717) | Джон Кэмпбелл, 1-й граф Бредалбейн и Холланд (1636–1717) | Джон Кэмпбелл, 1-й граф Бредалбейн и Холланд (1636–1717) |  |  |  |  | Роберт Кэмпбелл (1660–1705)                              | Роберт Кэмпбелл (1660–1705)                              | Роберт Кэмпбелл (1660–1705)                              | Роберт Кэмпбелл (1660–1705)                              | Роберт Кэмпбелл (1660–1705)                              | Роберт Кэмпбелл (1660–1705)                              |  |  |  |  | Роберт Кэмпбелл род.1647    | Роберт Кэмпбелл род.1647    | Роберт Кэмпбелл род.1647    | Роберт Кэмпбелл род.1647    | Роберт Кэмпбелл род.1647    | Роберт Кэмпбелл род.1647    |  |  |  |  |                                                            |                                                            |                                                            |                                                            |                                                            |                                                            |  |  |  |  |                             |                             |                             |                             |                             |                             |  |  |  |  |  |  |  |  |  |  |  |  |  |  |  |  |  |  |  |  |  |  |
|  |  | Джон Кэмпбелл, 1-й граф Бредалбейн и Холланд (1636–1717) | Джон Кэмпбелл, 1-й граф Бредалбейн и Холланд (1636–1717) | Джон Кэмпбелл, 1-й граф Бредалбейн и Холланд (1636–1717) | Джон Кэмпбелл, 1-й граф Бредалбейн и Холланд (1636–1717) | Джон Кэмпбелл, 1-й граф Бредалбейн и Холланд (1636–1717) | Джон Кэмпбелл, 1-й граф Бредалбейн и Холланд (1636–1717) |  |  |  |  | Роберт Кэмпбелл (1660–1705)                              | Роберт Кэмпбелл (1660–1705)                              | Роберт Кэмпбелл (1660–1705)                              | Роберт Кэмпбелл (1660–1705)                              | Роберт Кэмпбелл (1660–1705)                              | Роберт Кэмпбелл (1660–1705)                              |  |  |  |  | Роберт Кэмпбелл род.1647    | Роберт Кэмпбелл род.1647    | Роберт Кэмпбелл род.1647    | Роберт Кэмпбелл род.1647    | Роберт Кэмпбелл род.1647    | Роберт Кэмпбелл род.1647    |  |  |  |  |                                                            |                                                            |                                                            |                                                            |                                                            |                                                            |  |  |  |  |                             |                             |                             |                             |                             |                             |  |  |  |  |  |  |  |  |  |  |  |  |  |  |  |  |  |  |  |  |  |  |
|  |  | Джон Кэмпбелл, 2-й граф Бредалбейн и Холланд (1662–1752) | Джон Кэмпбелл, 2-й граф Бредалбейн и Холланд (1662–1752) | Джон Кэмпбелл, 2-й граф Бредалбейн и Холланд (1662–1752) | Джон Кэмпбелл, 2-й граф Бредалбейн и Холланд (1662–1752) | Джон Кэмпбелл, 2-й граф Бредалбейн и Холланд (1662–1752) | Джон Кэмпбелл, 2-й граф Бредалбейн и Холланд (1662–1752) |  |  |  |  | Колин Кэмпбелл (1704–1772)                               | Колин Кэмпбелл (1704–1772)                               | Колин Кэмпбелл (1704–1772)                               | Колин Кэмпбелл (1704–1772)                               | Колин Кэмпбелл (1704–1772)                               | Колин Кэмпбелл (1704–1772)                               |  |  |  |  | Колин Кэмпбелл (1680–1737)  | Колин Кэмпбелл (1680–1737)  | Колин Кэмпбелл (1680–1737)  | Колин Кэмпбелл (1680–1737)  | Колин Кэмпбелл (1680–1737)  | Колин Кэмпбелл (1680–1737)  |  |  |  |  |                                                            |                                                            |                                                            |                                                            |                                                            |                                                            |  |  |  |  |                             |                             |                             |                             |                             |                             |  |  |  |  |  |  |  |  |  |  |  |  |  |  |  |  |  |  |  |  |  |  |
|  |  | Джон Кэмпбелл, 2-й граф Бредалбейн и Холланд (1662–1752) | Джон Кэмпбелл, 2-й граф Бредалбейн и Холланд (1662–1752) | Джон Кэмпбелл, 2-й граф Бредалбейн и Холланд (1662–1752) | Джон Кэмпбелл, 2-й граф Бредалбейн и Холланд (1662–1752) | Джон Кэмпбелл, 2-й граф Бредалбейн и Холланд (1662–1752) | Джон Кэмпбелл, 2-й граф Бредалбейн и Холланд (1662–1752) |  |  |  |  | Колин Кэмпбелл (1704–1772)                               | Колин Кэмпбелл (1704–1772)                               | Колин Кэмпбелл (1704–1772)                               | Колин Кэмпбелл (1704–1772)                               | Колин Кэмпбелл (1704–1772)                               | Колин Кэмпбелл (1704–1772)                               |  |  |  |  | Колин Кэмпбелл (1680–1737)  | Колин Кэмпбелл (1680–1737)  | Колин Кэмпбелл (1680–1737)  | Колин Кэмпбелл (1680–1737)  | Колин Кэмпбелл (1680–1737)  | Колин Кэмпбелл (1680–1737)  |  |  |  |  |                                                            |                                                            |                                                            |                                                            |                                                            |                                                            |  |  |  |  |                             |                             |                             |                             |                             |                             |  |  |  |  |  |  |  |  |  |  |  |  |  |  |  |  |  |  |  |  |  |  |
|  |  | Джон Кэмпбелл, 3-й граф Бредалбейн и Холланд (1696–1782) | Джон Кэмпбелл, 3-й граф Бредалбейн и Холланд (1696–1782) | Джон Кэмпбелл, 3-й граф Бредалбейн и Холланд (1696–1782) | Джон Кэмпбелл, 3-й граф Бредалбейн и Холланд (1696–1782) | Джон Кэмпбелл, 3-й граф Бредалбейн и Холланд (1696–1782) | Джон Кэмпбелл, 3-й граф Бредалбейн и Холланд (1696–1782) |  |  |  |  | Джон Кэмпбелл, 1-й маркиз Бредалбейн (1762–1834)         | Джон Кэмпбелл, 1-й маркиз Бредалбейн (1762–1834)         | Джон Кэмпбелл, 1-й маркиз Бредалбейн (1762–1834)         | Джон Кэмпбелл, 1-й маркиз Бредалбейн (1762–1834)         | Джон Кэмпбелл, 1-й маркиз Бредалбейн (1762–1834)         | Джон Кэмпбелл, 1-й маркиз Бредалбейн (1762–1834)         |  |  |  |  | Уильям Кэмпбелл (1715–1791) | Уильям Кэмпбелл (1715–1791) | Уильям Кэмпбелл (1715–1791) | Уильям Кэмпбелл (1715–1791) | Уильям Кэмпбелл (1715–1791) | Уильям Кэмпбелл (1715–1791) |  |  |  |  |                                                            |                                                            |                                                            |                                                            |                                                            |                                                            |  |  |  |  |                             |                             |                             |                             |                             |                             |  |  |  |  |  |  |  |  |  |  |  |  |  |  |  |  |  |  |  |  |  |  |
|  |  | Джон Кэмпбелл, 3-й граф Бредалбейн и Холланд (1696–1782) | Джон Кэмпбелл, 3-й граф Бредалбейн и Холланд (1696–1782) | Джон Кэмпбелл, 3-й граф Бредалбейн и Холланд (1696–1782) | Джон Кэмпбелл, 3-й граф Бредалбейн и Холланд (1696–1782) | Джон Кэмпбелл, 3-й граф Бредалбейн и Холланд (1696–1782) | Джон Кэмпбелл, 3-й граф Бредалбейн и Холланд (1696–1782) |  |  |  |  | Джон Кэмпбелл, 1-й маркиз Бредалбейн (1762–1834)         | Джон Кэмпбелл, 1-й маркиз Бредалбейн (1762–1834)         | Джон Кэмпбелл, 1-й маркиз Бредалбейн (1762–1834)         | Джон Кэмпбелл, 1-й маркиз Бредалбейн (1762–1834)         | Джон Кэмпбелл, 1-й маркиз Бредалбейн (1762–1834)         | Джон Кэмпбелл, 1-й маркиз Бредалбейн (1762–1834)         |  |  |  |  | Уильям Кэмпбелл (1715–1791) | Уильям Кэмпбелл (1715–1791) | Уильям Кэмпбелл (1715–1791) | Уильям Кэмпбелл (1715–1791) | Уильям Кэмпбелл (1715–1791) | Уильям Кэмпбелл (1715–1791) |  |  |  |  |                                                            |                                                            |                                                            |                                                            |                                                            |                                                            |  |  |  |  |                             |                             |                             |                             |                             |                             |  |  |  |  |  |  |  |  |  |  |  |  |  |  |  |  |  |  |  |  |  |  |
|  |  |                                                          |                                                          |                                                          |                                                          |                                                          |                                                          |  |  |  |  |                                                          |                                                          |                                                          |                                                          |                                                          |                                                          |  |  |  |  |                             |                             |                             |                             |                             |                             |  |  |  |  |                                                            |                                                            |                                                            |                                                            |                                                            |                                                            |  |  |  |  |                             |                             |                             |                             |                             |                             |  |  |  |  |  |  |  |  |  |  |  |  |  |  |  |  |  |  |  |  |  |  |
|  |  | Джон Кэмпбелл 1738-1771                                  | Джон Кэмпбелл 1738-1771                                  | Джон Кэмпбелл 1738-1771                                  | Джон Кэмпбелл 1738-1771                                  | Джон Кэмпбелл 1738-1771                                  | Джон Кэмпбелл 1738-1771                                  |  |  |  |  | Джон Кэмпбелл, 2-й маркиз Бредалбейн (1796–1862)         | Джон Кэмпбелл, 2-й маркиз Бредалбейн (1796–1862)         | Джон Кэмпбелл, 2-й маркиз Бредалбейн (1796–1862)         | Джон Кэмпбелл, 2-й маркиз Бредалбейн (1796–1862)         | Джон Кэмпбелл, 2-й маркиз Бредалбейн (1796–1862)         | Джон Кэмпбелл, 2-й маркиз Бредалбейн (1796–1862)         |  |  |  |  | Джеймс Кэмпбелл (1754–1806) | Джеймс Кэмпбелл (1754–1806) | Джеймс Кэмпбелл (1754–1806) | Джеймс Кэмпбелл (1754–1806) | Джеймс Кэмпбелл (1754–1806) | Джеймс Кэмпбелл (1754–1806) |  |  |  |  | Джон Кэмпбелл (1763–1823)                                  | Джон Кэмпбелл (1763–1823)                                  | Джон Кэмпбелл (1763–1823)                                  | Джон Кэмпбелл (1763–1823)                                  | Джон Кэмпбелл (1763–1823)                                  | Джон Кэмпбелл (1763–1823)                                  |  |  |  |  |                             |                             |                             |                             |                             |                             |  |  |  |  |  |  |  |  |  |  |  |  |  |  |  |  |  |  |  |  |  |  |
|  |  | Джон Кэмпбелл 1738-1771                                  | Джон Кэмпбелл 1738-1771                                  | Джон Кэмпбелл 1738-1771                                  | Джон Кэмпбелл 1738-1771                                  | Джон Кэмпбелл 1738-1771                                  | Джон Кэмпбелл 1738-1771                                  |  |  |  |  | Джон Кэмпбелл, 2-й маркиз Бредалбейн (1796–1862)         | Джон Кэмпбелл, 2-й маркиз Бредалбейн (1796–1862)         | Джон Кэмпбелл, 2-й маркиз Бредалбейн (1796–1862)         | Джон Кэмпбелл, 2-й маркиз Бредалбейн (1796–1862)         | Джон Кэмпбелл, 2-й маркиз Бредалбейн (1796–1862)         | Джон Кэмпбелл, 2-й маркиз Бредалбейн (1796–1862)         |  |  |  |  | Джеймс Кэмпбелл (1754–1806) | Джеймс Кэмпбелл (1754–1806) | Джеймс Кэмпбелл (1754–1806) | Джеймс Кэмпбелл (1754–1806) | Джеймс Кэмпбелл (1754–1806) | Джеймс Кэмпбелл (1754–1806) |  |  |  |  | Джон Кэмпбелл (1763–1823)                                  | Джон Кэмпбелл (1763–1823)                                  | Джон Кэмпбелл (1763–1823)                                  | Джон Кэмпбелл (1763–1823)                                  | Джон Кэмпбелл (1763–1823)                                  | Джон Кэмпбелл (1763–1823)                                  |  |  |  |  |                             |                             |                             |                             |                             |                             |  |  |  |  |  |  |  |  |  |  |  |  |  |  |  |  |  |  |  |  |  |  |
|  |  |                                                          |                                                          |                                                          |                                                          |                                                          |                                                          |  |  |  |  |                                                          |                                                          |                                                          |                                                          |                                                          |                                                          |  |  |  |  |                             |                             |                             |                             |                             |                             |  |  |  |  |                                                            |                                                            |                                                            |                                                            |                                                            |                                                            |  |  |  |  |                             |                             |                             |                             |                             |                             |  |  |  |  |  |  |  |  |  |  |  |  |  |  |  |  |  |  |  |  |  |  |
|  |  |                                                          |                                                          |                                                          |                                                          |                                                          |                                                          |  |  |  |  |                                                          |                                                          |                                                          |                                                          |                                                          |                                                          |  |  |  |  | Уильям Кэмпбелл (1788–1850) | Уильям Кэмпбелл (1788–1850) | Уильям Кэмпбелл (1788–1850) | Уильям Кэмпбелл (1788–1850) | Уильям Кэмпбелл (1788–1850) | Уильям Кэмпбелл (1788–1850) |  |  |  |  | Чарльз Кэмпбелл (1789–1861)                                | Чарльз Кэмпбелл (1789–1861)                                | Чарльз Кэмпбелл (1789–1861)                                | Чарльз Кэмпбелл (1789–1861)                                | Чарльз Кэмпбелл (1789–1861)                                | Чарльз Кэмпбелл (1789–1861)                                |  |  |  |  | Джордж Кэмпбелл (1791–1852) | Джордж Кэмпбелл (1791–1852) | Джордж Кэмпбелл (1791–1852) | Джордж Кэмпбелл (1791–1852) | Джордж Кэмпбелл (1791–1852) | Джордж Кэмпбелл (1791–1852) |  |  |  |  |  |  |  |  |  |  |  |  |  |  |  |  |  |  |  |  |  |  |
|  |  |                                                          |                                                          |                                                          |                                                          |                                                          |                                                          |  |  |  |  |                                                          |                                                          |                                                          |                                                          |                                                          |                                                          |  |  |  |  | Уильям Кэмпбелл (1788–1850) | Уильям Кэмпбелл (1788–1850) | Уильям Кэмпбелл (1788–1850) | Уильям Кэмпбелл (1788–1850) | Уильям Кэмпбелл (1788–1850) | Уильям Кэмпбелл (1788–1850) |  |  |  |  | Чарльз Кэмпбелл (1789–1861)                                | Чарльз Кэмпбелл (1789–1861)                                | Чарльз Кэмпбелл (1789–1861)                                | Чарльз Кэмпбелл (1789–1861)                                | Чарльз Кэмпбелл (1789–1861)                                | Чарльз Кэмпбелл (1789–1861)                                |  |  |  |  | Джордж Кэмпбелл (1791–1852) | Джордж Кэмпбелл (1791–1852) | Джордж Кэмпбелл (1791–1852) | Джордж Кэмпбелл (1791–1852) | Джордж Кэмпбелл (1791–1852) | Джордж Кэмпбелл (1791–1852) |  |  |  |  |  |  |  |  |  |  |  |  |  |  |  |  |  |  |  |  |  |  |
|  |  |                                                          |                                                          |                                                          |                                                          |                                                          |                                                          |  |  |  |  |                                                          |                                                          |                                                          |                                                          |                                                          |                                                          |  |  |  |  |                             |                             |                             |                             |                             |                             |  |  |  |  |                                                            |                                                            |                                                            |                                                            |                                                            |                                                            |  |  |  |  |                             |                             |                             |                             |                             |                             |  |  |  |  |  |  |  |  |  |  |  |  |  |  |  |  |  |  |  |  |  |  |
|  |  |                                                          |                                                          |                                                          |                                                          |                                                          |                                                          |  |  |  |  | Джон Кэмпбелл, 6-й граф Бредалбейн и Холланд (1824–1871) | Джон Кэмпбелл, 6-й граф Бредалбейн и Холланд (1824–1871) | Джон Кэмпбелл, 6-й граф Бредалбейн и Холланд (1824–1871) | Джон Кэмпбелл, 6-й граф Бредалбейн и Холланд (1824–1871) | Джон Кэмпбелл, 6-й граф Бредалбейн и Холланд (1824–1871) | Джон Кэмпбелл, 6-й граф Бредалбейн и Холланд (1824–1871) |  |  |  |  |                             |                             |                             |                             |                             |                             |  |  |  |  | Чарльз Кэмпбелл (1836–1894)                                | Чарльз Кэмпбелл (1836–1894)                                | Чарльз Кэмпбелл (1836–1894)                                | Чарльз Кэмпбелл (1836–1894)                                | Чарльз Кэмпбелл (1836–1894)                                | Чарльз Кэмпбелл (1836–1894)                                |  |  |  |  | Джон Кэмпбелл (1839–1918)   | Джон Кэмпбелл (1839–1918)   | Джон Кэмпбелл (1839–1918)   | Джон Кэмпбелл (1839–1918)   | Джон Кэмпбелл (1839–1918)   | Джон Кэмпбелл (1839–1918)   |  |  |  |  |  |  |  |  |  |  |  |  |  |  |  |  |  |  |  |  |  |  |
|  |  |                                                          |                                                          |                                                          |                                                          |                                                          |                                                          |  |  |  |  | Джон Кэмпбелл, 6-й граф Бредалбейн и Холланд (1824–1871) | Джон Кэмпбелл, 6-й граф Бредалбейн и Холланд (1824–1871) | Джон Кэмпбелл, 6-й граф Бредалбейн и Холланд (1824–1871) | Джон Кэмпбелл, 6-й граф Бредалбейн и Холланд (1824–1871) | Джон Кэмпбелл, 6-й граф Бредалбейн и Холланд (1824–1871) | Джон Кэмпбелл, 6-й граф Бредалбейн и Холланд (1824–1871) |  |  |  |  |                             |                             |                             |                             |                             |                             |  |  |  |  | Чарльз Кэмпбелл (1836–1894)                                | Чарльз Кэмпбелл (1836–1894)                                | Чарльз Кэмпбелл (1836–1894)                                | Чарльз Кэмпбелл (1836–1894)                                | Чарльз Кэмпбелл (1836–1894)                                | Чарльз Кэмпбелл (1836–1894)                                |  |  |  |  | Джон Кэмпбелл (1839–1918)   | Джон Кэмпбелл (1839–1918)   | Джон Кэмпбелл (1839–1918)   | Джон Кэмпбелл (1839–1918)   | Джон Кэмпбелл (1839–1918)   | Джон Кэмпбелл (1839–1918)   |  |  |  |  |  |  |  |  |  |  |  |  |  |  |  |  |  |  |  |  |  |  |
|  |  |                                                          |                                                          |                                                          |                                                          |                                                          |                                                          |  |  |  |  |                                                          |                                                          |                                                          |                                                          |                                                          |                                                          |  |  |  |  |                             |                             |                             |                             |                             |                             |  |  |  |  |                                                            |                                                            |                                                            |                                                            |                                                            |                                                            |  |  |  |  |                             |                             |                             |                             |                             |                             |  |  |  |  |  |  |  |  |  |  |  |  |  |  |  |  |  |  |  |  |  |  |
|  |  | Гэвин Кэмпбелл, 1-й маркиз Бредалбейн (1851–1922)        | Гэвин Кэмпбелл, 1-й маркиз Бредалбейн (1851–1922)        | Гэвин Кэмпбелл, 1-й маркиз Бредалбейн (1851–1922)        | Гэвин Кэмпбелл, 1-й маркиз Бредалбейн (1851–1922)        | Гэвин Кэмпбелл, 1-й маркиз Бредалбейн (1851–1922)        | Гэвин Кэмпбелл, 1-й маркиз Бредалбейн (1851–1922)        |  |  |  |  | Иэйн Кэмпбелл (1859–1917)                                | Иэйн Кэмпбелл (1859–1917)                                | Иэйн Кэмпбелл (1859–1917)                                | Иэйн Кэмпбелл (1859–1917)                                | Иэйн Кэмпбелл (1859–1917)                                | Иэйн Кэмпбелл (1859–1917)                                |  |  |  |  |                             |                             |                             |                             |                             |                             |  |  |  |  | Чарльз Кэмпбелл, 9-й граф Бредалбейн и Холланд (1889–1959) | Чарльз Кэмпбелл, 9-й граф Бредалбейн и Холланд (1889–1959) | Чарльз Кэмпбелл, 9-й граф Бредалбейн и Холланд (1889–1959) | Чарльз Кэмпбелл, 9-й граф Бредалбейн и Холланд (1889–1959) | Чарльз Кэмпбелл, 9-й граф Бредалбейн и Холланд (1889–1959) | Чарльз Кэмпбелл, 9-й граф Бредалбейн и Холланд (1889–1959) |  |  |  |  | Эндрю Кэмпбелл (1874–1899)  | Эндрю Кэмпбелл (1874–1899)  | Эндрю Кэмпбелл (1874–1899)  | Эндрю Кэмпбелл (1874–1899)  | Эндрю Кэмпбелл (1874–1899)  | Эндрю Кэмпбелл (1874–1899)  |  |  |  |  |  |  |  |  |  |  |  |  |  |  |  |  |  |  |  |  |  |  |
|  |  | Гэвин Кэмпбелл, 1-й маркиз Бредалбейн (1851–1922)        | Гэвин Кэмпбелл, 1-й маркиз Бредалбейн (1851–1922)        | Гэвин Кэмпбелл, 1-й маркиз Бредалбейн (1851–1922)        | Гэвин Кэмпбелл, 1-й маркиз Бредалбейн (1851–1922)        | Гэвин Кэмпбелл, 1-й маркиз Бредалбейн (1851–1922)        | Гэвин Кэмпбелл, 1-й маркиз Бредалбейн (1851–1922)        |  |  |  |  | Иэйн Кэмпбелл (1859–1917)                                | Иэйн Кэмпбелл (1859–1917)                                | Иэйн Кэмпбелл (1859–1917)                                | Иэйн Кэмпбелл (1859–1917)                                | Иэйн Кэмпбелл (1859–1917)                                | Иэйн Кэмпбелл (1859–1917)                                |  |  |  |  |                             |                             |                             |                             |                             |                             |  |  |  |  | Чарльз Кэмпбелл, 9-й граф Бредалбейн и Холланд (1889–1959) | Чарльз Кэмпбелл, 9-й граф Бредалбейн и Холланд (1889–1959) | Чарльз Кэмпбелл, 9-й граф Бредалбейн и Холланд (1889–1959) | Чарльз Кэмпбелл, 9-й граф Бредалбейн и Холланд (1889–1959) | Чарльз Кэмпбелл, 9-й граф Бредалбейн и Холланд (1889–1959) | Чарльз Кэмпбелл, 9-й граф Бредалбейн и Холланд (1889–1959) |  |  |  |  | Эндрю Кэмпбелл (1874–1899)  | Эндрю Кэмпбелл (1874–1899)  | Эндрю Кэмпбелл (1874–1899)  | Эндрю Кэмпбелл (1874–1899)  | Эндрю Кэмпбелл (1874–1899)  | Эндрю Кэмпбелл (1874–1899)  |  |  |  |  |  |  |  |  |  |  |  |  |  |  |  |  |  |  |  |  |  |  |
|  |  |                                                          |                                                          |                                                          |                                                          |                                                          |                                                          |  |  |  |  | Иэйн Кэмпбелл, 8-й граф Бредалбейн и Холланд (1885–1923) | Иэйн Кэмпбелл, 8-й граф Бредалбейн и Холланд (1885–1923) | Иэйн Кэмпбелл, 8-й граф Бредалбейн и Холланд (1885–1923) | Иэйн Кэмпбелл, 8-й граф Бредалбейн и Холланд (1885–1923) | Иэйн Кэмпбелл, 8-й граф Бредалбейн и Холланд (1885–1923) | Иэйн Кэмпбелл, 8-й граф Бредалбейн и Холланд (1885–1923) |  |  |  |  |                             |                             |                             |                             |                             |                             |  |  |  |  | Джон Кэмпбелл, 10-й граф Бредалбейн и Холланд (1919–1995)  | Джон Кэмпбелл, 10-й граф Бредалбейн и Холланд (1919–1995)  | Джон Кэмпбелл, 10-й граф Бредалбейн и Холланд (1919–1995)  | Джон Кэмпбелл, 10-й граф Бредалбейн и Холланд (1919–1995)  | Джон Кэмпбелл, 10-й граф Бредалбейн и Холланд (1919–1995)  | Джон Кэмпбелл, 10-й граф Бредалбейн и Холланд (1919–1995)  |  |  |  |  | Янош Кэмпбелл род. 1895     | Янош Кэмпбелл род. 1895     | Янош Кэмпбелл род. 1895     | Янош Кэмпбелл род. 1895     | Янош Кэмпбелл род. 1895     | Янош Кэмпбелл род. 1895     |  |  |  |  |  |  |  |  |  |  |  |  |  |  |  |  |  |  |  |  |  |  |
|  |  |                                                          |                                                          |                                                          |                                                          |                                                          |                                                          |  |  |  |  | Иэйн Кэмпбелл, 8-й граф Бредалбейн и Холланд (1885–1923) | Иэйн Кэмпбелл, 8-й граф Бредалбейн и Холланд (1885–1923) | Иэйн Кэмпбелл, 8-й граф Бредалбейн и Холланд (1885–1923) | Иэйн Кэмпбелл, 8-й граф Бредалбейн и Холланд (1885–1923) | Иэйн Кэмпбелл, 8-й граф Бредалбейн и Холланд (1885–1923) | Иэйн Кэмпбелл, 8-й граф Бредалбейн и Холланд (1885–1923) |  |  |  |  |                             |                             |                             |                             |                             |                             |  |  |  |  | Джон Кэмпбелл, 10-й граф Бредалбейн и Холланд (1919–1995)  | Джон Кэмпбелл, 10-й граф Бредалбейн и Холланд (1919–1995)  | Джон Кэмпбелл, 10-й граф Бредалбейн и Холланд (1919–1995)  | Джон Кэмпбелл, 10-й граф Бредалбейн и Холланд (1919–1995)  | Джон Кэмпбелл, 10-й граф Бредалбейн и Холланд (1919–1995)  | Джон Кэмпбелл, 10-й граф Бредалбейн и Холланд (1919–1995)  |  |  |  |  | Янош Кэмпбелл род. 1895     | Янош Кэмпбелл род. 1895     | Янош Кэмпбелл род. 1895     | Янош Кэмпбелл род. 1895     | Янош Кэмпбелл род. 1895     | Янош Кэмпбелл род. 1895     |  |  |  |  |  |  |  |  |  |  |  |  |  |  |  |  |  |  |  |  |  |  |
|  |  |                                                          |                                                          |                                                          |                                                          |                                                          |                                                          |  |  |  |  |                                                          |                                                          |                                                          |                                                          |                                                          |                                                          |  |  |  |  |                             |                             |                             |                             |                             |                             |  |  |  |  |                                                            |                                                            |                                                            |                                                            |                                                            |                                                            |  |  |  |  | Хуба Кэмпбелл род. 1945     |                             |                             |                             |                             |                             |  |  |  |  |  |  |  |  |  |  |  |  |  |  |  |  |  |  |  |  |  |  |